# Bluebus
Bluebus est une entreprise française spécialisée dans la construction d'autobus urbains entièrement électriques, basée à Ergué-Gabéric, dans le département du Finistère, filiale du groupe français Bolloré. Trois véhicules font actuellement partie de la gamme Bluebus, dont la version articulée qui est en phase d'essai. Ils sont fabriqués dans une usine près de Quimper en Bretagne.

## Historique
En 2016, Bluebus inaugure en Bretagne une nouvelle usine pour la construction du Bluebus 12 mètres.
Le 8 janvier 2021, Bluebus reçoit une double commande de 109 bus électriques Bluebus SE 12 mètres d'Île-de-France Mobilités et de la RATP pour son usine d'Ergué-Gabéric, dans le département du Finistère, en région Bretagne.
En 2021, Bluebus s'associe à Navya pour développer un bus autonome, le Bluebus autonome.
Le 29 avril 2022, la RATP retire temporairement 149 Bluebus 5SE de la circulation à la suite de deux incendies survenus en moins d'un mois.
En janvier 2024, un accord est trouvé entre la RATP, Île-de-France Mobilités et Bluebus pour une remise en service progressive des véhicules d'ici l'été, le temps d'effectuer les réparations techniques et les vérifications de sécurité nécessaires.
En mai 2024, la remise en circulation progressive des “anciens” Bluebus 5SE débute sur le réseau. À la même période, de nouveaux véhicules sont mis en service pour compléter les effectifs, mettant progressivement fin aux circulations des derniers Citelis Line du réseau.

## Les différents véhicules

### Bolloré Bluebus 6
Ce véhicule est une version modernisée et électrifiée du Gruau Microbus. La face avant du véhicule change, en adoptant une face avant plus arrondie, notamment au niveau de la calandre.

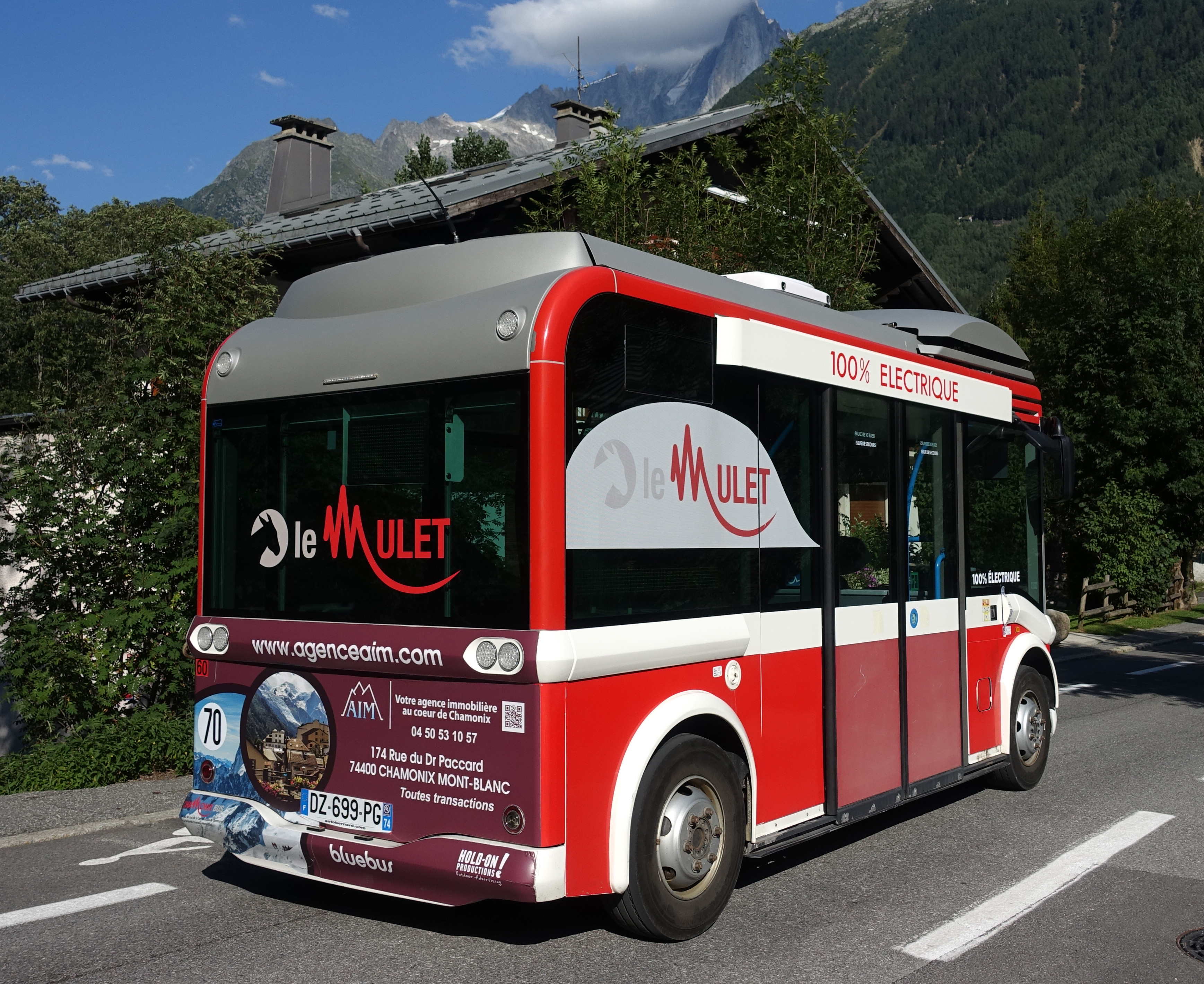
Vue arrière.

### Bolloré Bluebus 12 IT2
Le constructeur Bolloré a présenté le Bluebus 12 IT2 (version standard 12 m de long) en décembre 2015 au pied de la Tour Eiffel à Paris.
En 2016, la ligne 341 était entièrement exploitée avec ce type de bus électriques.
En 2017, la RATP était le seul exploitant à en posséder.
Depuis 2020, bon nombre de lignes RATP exploitent des Bluebus 12, que ce soit en phase 1, comme les lignes 29, 69, 88 et 126, ou en phase 2, notamment pour les lignes 59 et 71.
En 2021, après avoir été produit à 118 exemplaires, il est remplacé par le Bluebus 12 IT3, qui circule à Paris sur les lignes 59 et 71 et en banlieue.
Depuis octobre 2018, la société de transport Bruxelloise STIB (Société des transports intercommunaux de Bruxelles) en possède 5.

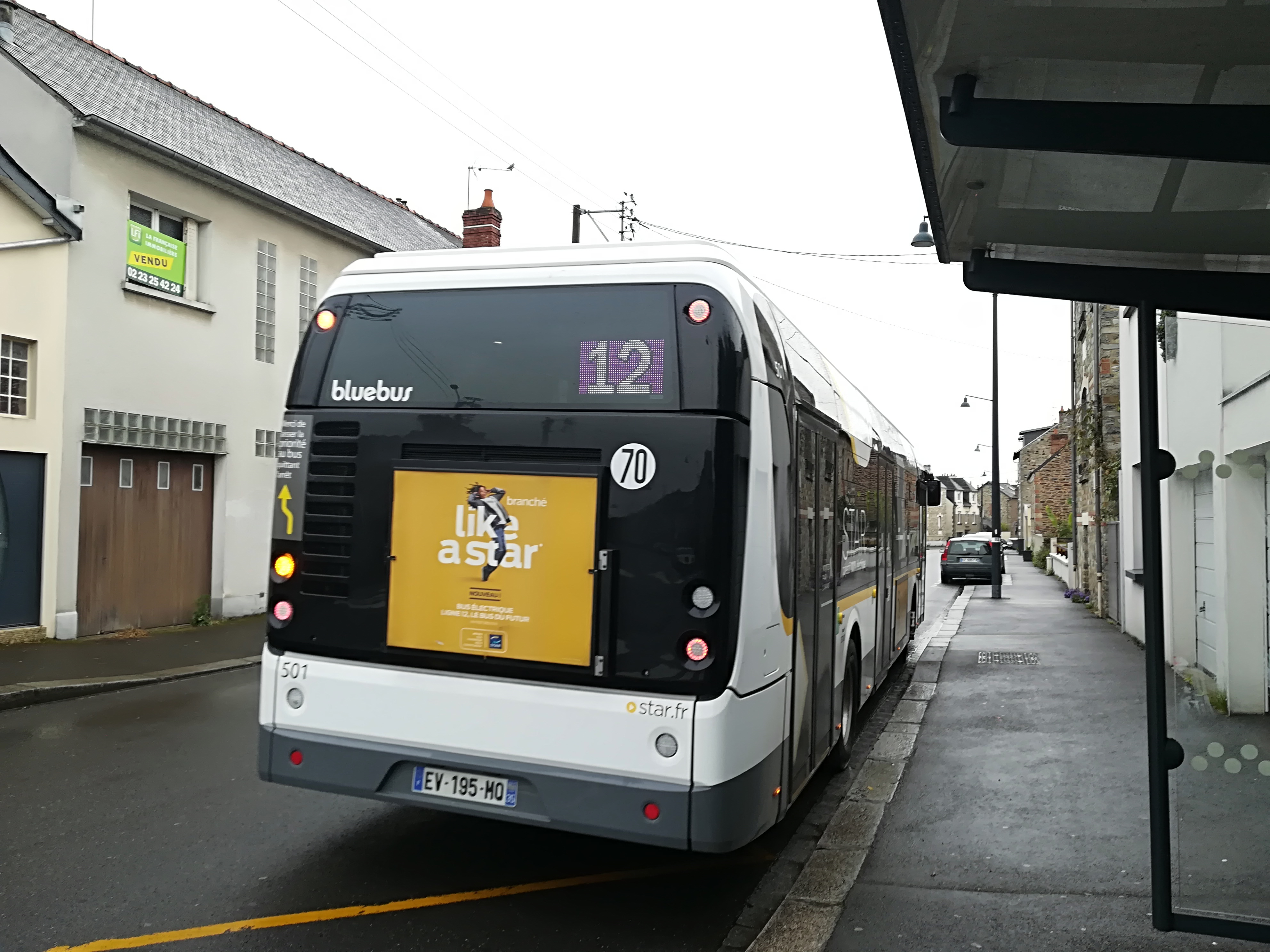
Vue arrière.

### Bolloré Bluebus 18
Le Bolloré Bluebus 18 est un autobus urbain articulé actuellement produit à un seul exemplaire. Depuis 2020, il est en phase d'essai dans la ville de Rennes.

## Caractéristiques

### Dimensions

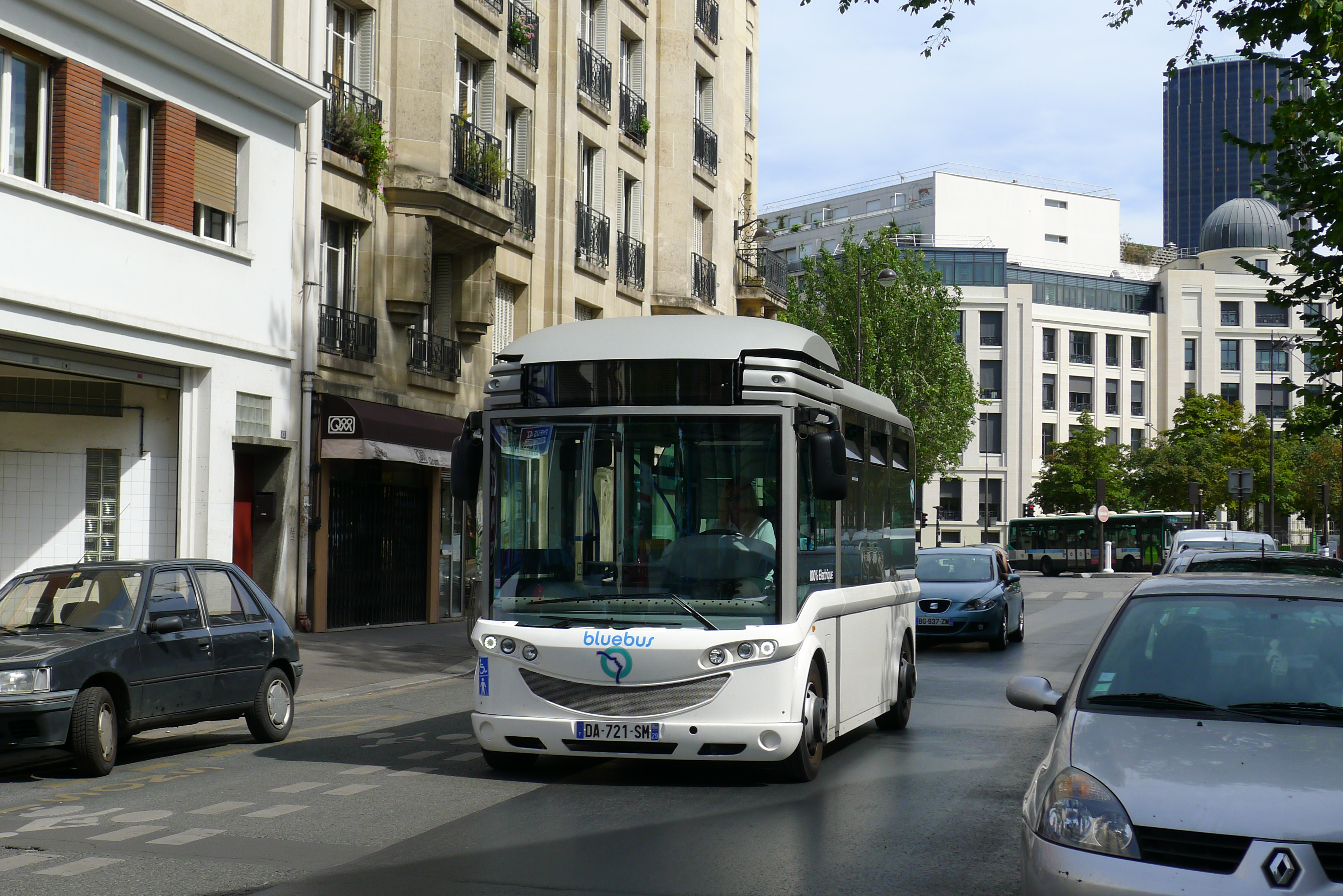
Bolloré BlueBus 22.

|                                   | Bolloré Bluebus 22 | Bolloré Bluebus 12 IT2 | Bolloré Bluebus 18 |
| --------------------------------- | ------------------ | ---------------------- | ------------------ |
| Longueur                          | 5,460 m            | 12,000 m               | 18,000 m           |
| Largeur (sans rétroviseurs)       | 2,190 m            | 2,550 m                | 2,550 m            |
| Hauteur (sans climatisation)      | 2,970 m            | 3,100 m                | 3,100 m            |
| Empattement                       |                    |                        |                    |
| Porte-à-faux                      |                    |                        |                    |
| Rayon de braquage                 | 6,700 m            | 8,600 m                |                    |
| Angle d’attaque / Fuite           | 7,000 m            |                        |                    |
| Masse à vide                      | 4,527 t            |                        |                    |
| P.T.A.C.                          | 6,170 t            | 20,000 t               |                    |
| Capacité : assis + debout = maxi* | Maxi 23            | Maxi de 91 à 101       |                    |
| Portes                            | 1                  | 2 ou 3                 | 3 ou 4             |
| Hauteur du plancher               | 0,180 m            |                        |                    |

* = variable selon l'aménagement intérieur.

### Motorisation
| Modèle                   | Construction        | Moteur + Nom | Norme Euro | Capacité | Autonomie | Couple | Vitesse maxi | Consommation + CO2 |
| ------------------------ | ------------------- | ------------ | ---------- | -------- | --------- | ------ | ------------ | ------------------ |
| Bolloré Bluebus 22       | 2015 - ...          |              | Électrique | 22       | 100 km    |        | 50 km/h      | 0 .                |
| Bolloré Bluebus 6 m      | Conception en cours |              | Électrique |          |           |        |              |                    |
| Bolloré Bluebus 12 m IT2 | 2015 - 2020         |              | Électrique | 99 - 101 | 250 km    |        | 70 km/h      |                    |
| Bolloré Bluebus 12 m IT3 | 2020 - ...          |              | Électrique |          | 320 km    |        | 70 km/h      |                    |
| Bolloré Bluebus 18       | 2020                |              | Électrique |          |           |        | 70 km/h      |                    |